# 長野大通り

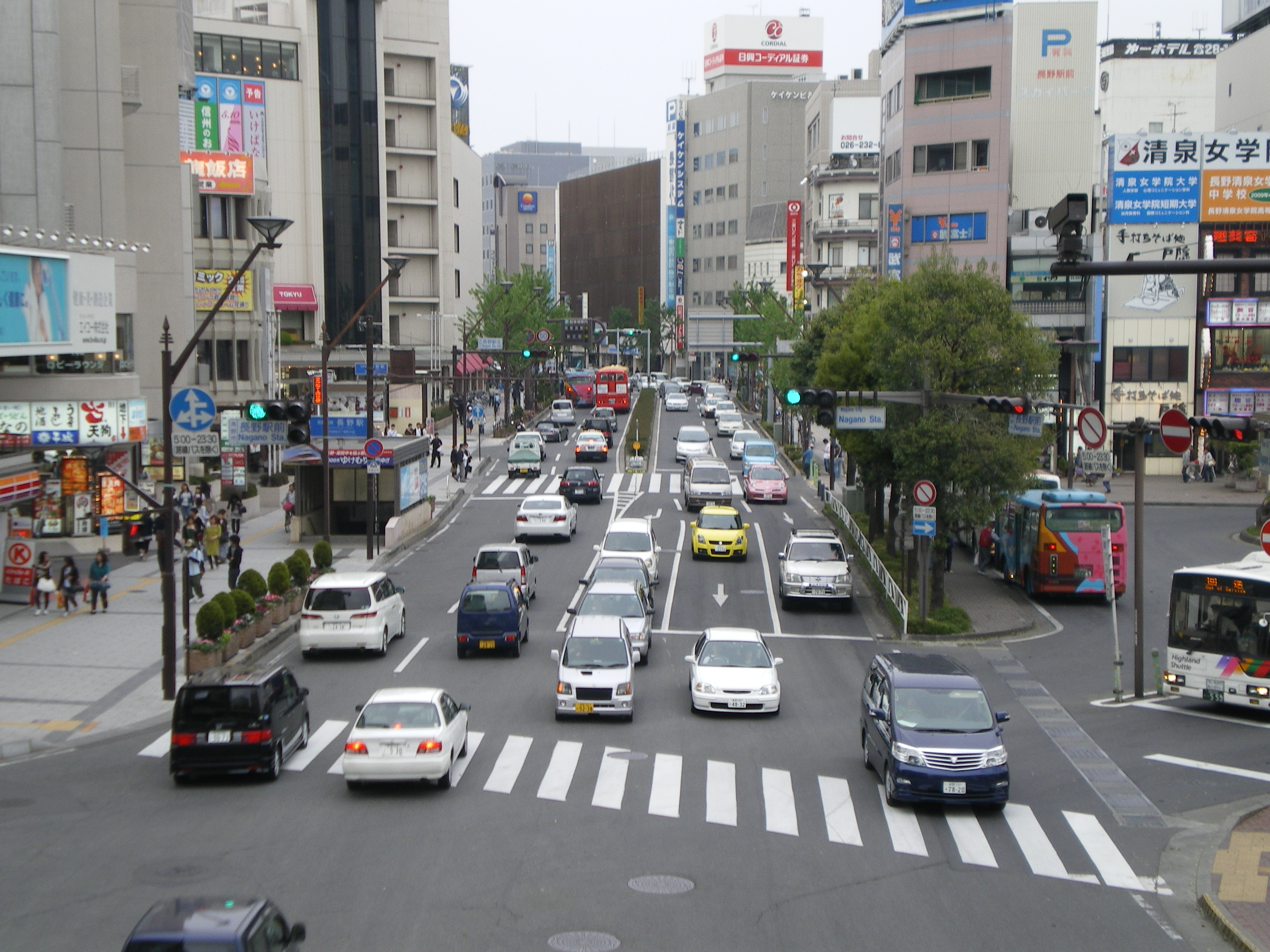
長野駅善光寺口から権堂方面を望む

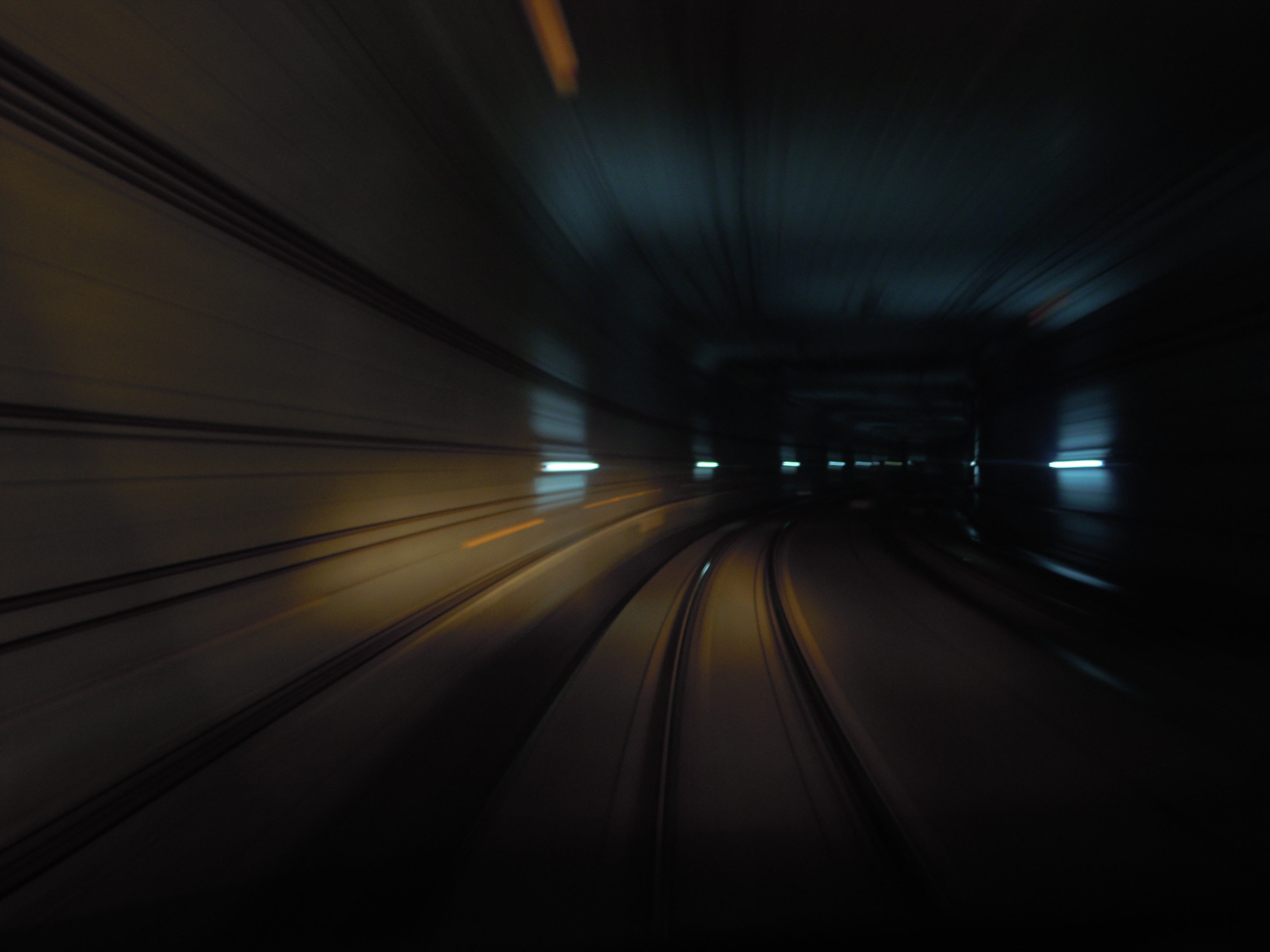
大通りの地下を走る長野電鉄長野線

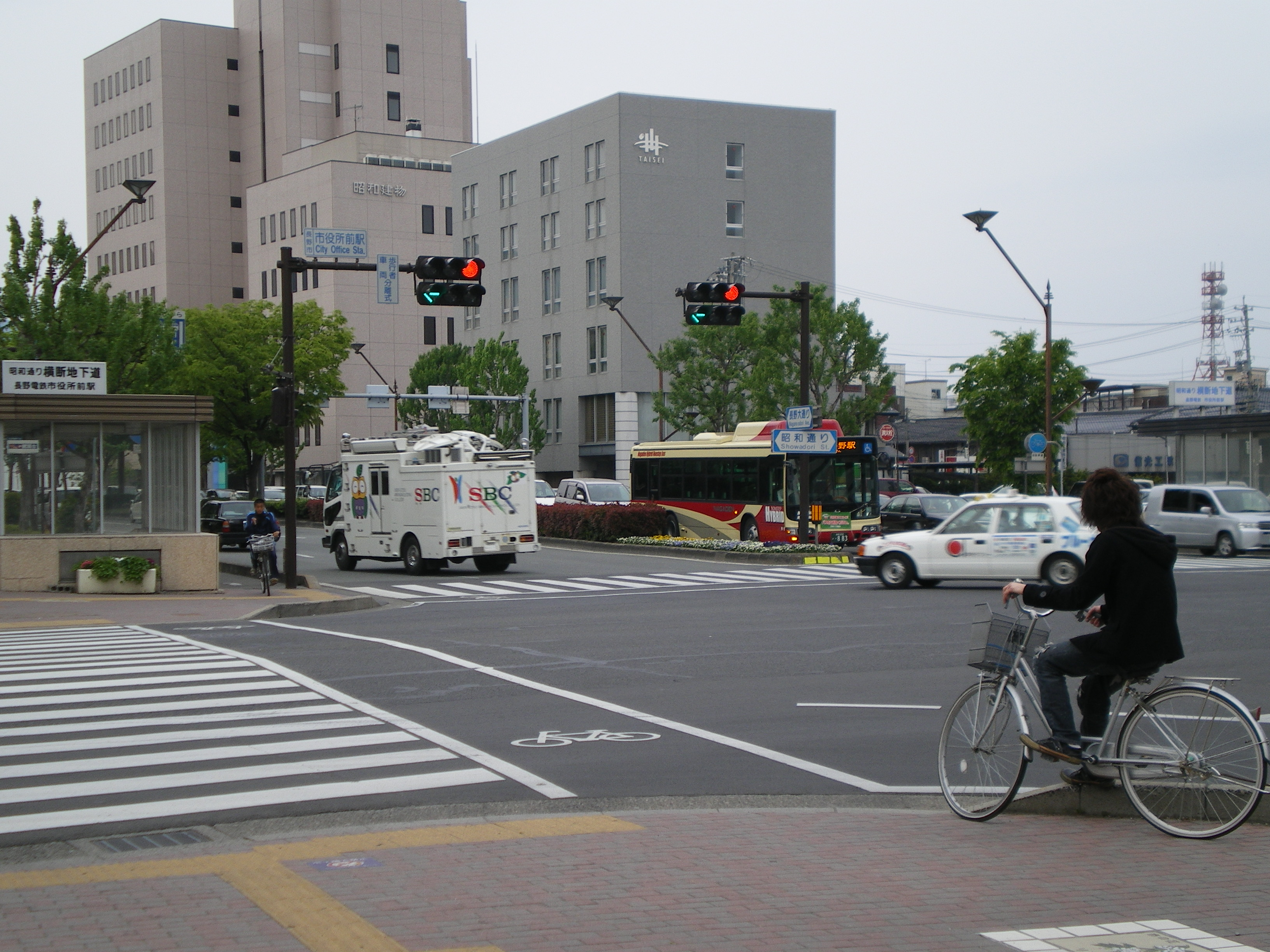
市役所前駅交差点から権堂方面を望む

長野大通り（ながのおおどおり）は、長野県長野市中心市街地東側を通る幹線道路であり、南は長野駅前交差点から北は横山小公園交差点にかけての通りの名称である。

## 概要
長野市が昭和50年代から計画している交通セル構想に必要な都心環状道路の一部として計画され、長野電鉄の軌道敷を道路用地として利用すべく1981年（昭和56年）に連続立体交差事業で長野電鉄長野線の該当区間を地下化するなどして開通した。道路建設から20年を経て、沿道は業務系の集積エリアとして完成しつつある。
都心区間は道路中央を中央分離帯で分離し、最南部を除くほとんどの区間が片側3車線であり、左車線はバス専用またはバス優先レーンとなっている。主要な交差点には、地下駅のコンコース または 避難通路を兼ねた横断通路が整備されている。また、自転車走行レーンが独立して設けられるなど、現在でも高度な道路として通用する先進的な構造となっている。
長野大通りとして呼ばれるのは長電長野線の旧地上線区間のみであるが、長野市道長野大通り線はその先も上松五差路まで4車線で続き、長野市中心部と若槻・浅川方面を結ぶ大幹線として機能している。

## 沿革
- 1958年（昭和33年）5月 - 市道緑町北高線（当時）、一部開通（善光寺下〜長野高校＝現 三輪七・八丁目交差点〜上松五差路）[1]。
- 1974年（昭和49年）3月12日 - 「長野都市計画都市高速鉄道長野電鉄長野線」事業認可。翌年3月17日、地下鉄工事起工[2]。
- 1979年（昭和54年）4月16日 - 横断地下道が現在の市役所前駅交差点に完成[1]。
- 1980年（昭和55年）1月20日 - 長野大通り、一部開通（常磐町通り〜昭和通り＝現 南千歳町北交差点〜市役所前駅交差点）[1]。
- 1981年（昭和56年）3月1日 - 長野電鉄長野線地下線開通[2]。
- 1983年（昭和58年）11月20日 - 長野大通り、全線開通[1]。

## 交差・接続する道路
↑ 長野県道32号長野停車場線（ターミナル南通り）
- 長野駅前交差点（末広町）
  - 長野市道（末広通り）
- 長野駅北交差点（南千歳一丁目）
  - 長野市道（二線路通り）
  - 長野市道（千歳町通り）
- 南千歳町交差点（南千歳一・二丁目）
  - 長野県道34号長野菅平線（錦町通り）
- 南千歳町北交差点（南千歳二丁目・南千歳町）
  - 長野市道（常磐町通り）
- 市役所前駅交差点（上千歳町・緑町）
  - 国道19号（昭和通り）
- 上千歳町交差点（上千歳町・緑町）
  - 長野市道（寿町通り先線）
- 権堂南交差点（権堂町）
  - 長野市道（中劇通り）
- 権堂駅交差点（権堂町）
  - 長野市道（権堂通り（権堂アーケード））
- 田町西交差点（田町・三輪田町）
  - 国道406号（柳町通り）
- 善光寺下駅交差点（三輪六・七丁目）
  - 長野市道（東参道）
- 横山小公園交差点（三輪七・八丁目）
  - 長野市道（緑町通り）

## 交差・接続する先線区間
長野市道長野大通り線のうち、「長野大通り」と呼ばれない区間。
- 三輪七・八丁目交差点（三輪七・八丁目）
  - 長野県道399号長野豊野線（相ノ木通り）
- 上松交差点（上松五差路＝上松一・二・三・四丁目）
  - 長野市道（SBC通り）
  - 長野市道（展望道路）

↓ 長野県道37号長野信濃線

## 沿道

### 主な施設
- JR・長野電鉄長野線 長野駅（善光寺口）
  - MIDORI長野店
- ながの東急百貨店
  - シェルシェ
- NTTドコモ長野ビル
- 長野電鉄長野線 市役所前駅
- 長野市役所
- 長野市立鍋屋田小学校
- 長野電鉄長野線 権堂駅
- 権堂イーストプラザ
  - 長野電鉄 本社
- 長野中央警察署 権堂町交番
- 長電権堂ビル（旧 イトーヨーカドー長野店）
- 権堂アーケード
- 長野グランドシネマズ
- 信州スポーツ医療福祉専門学校
- 長野電鉄長野線 善光寺下駅

### 先線区間
- 城山公園
  - 長野市城山動物園
- 長野県長野高等学校

### 画像集

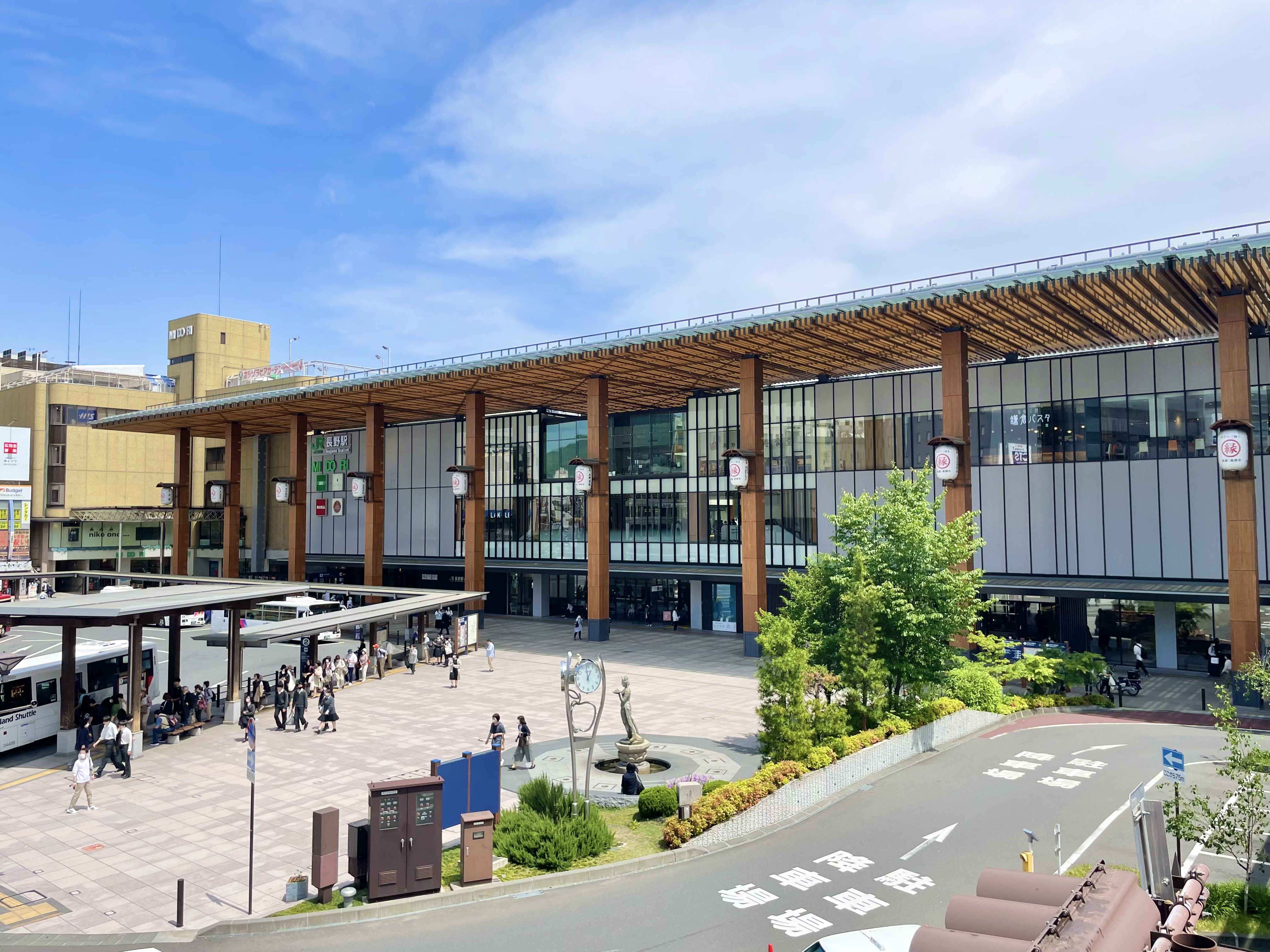
長野駅
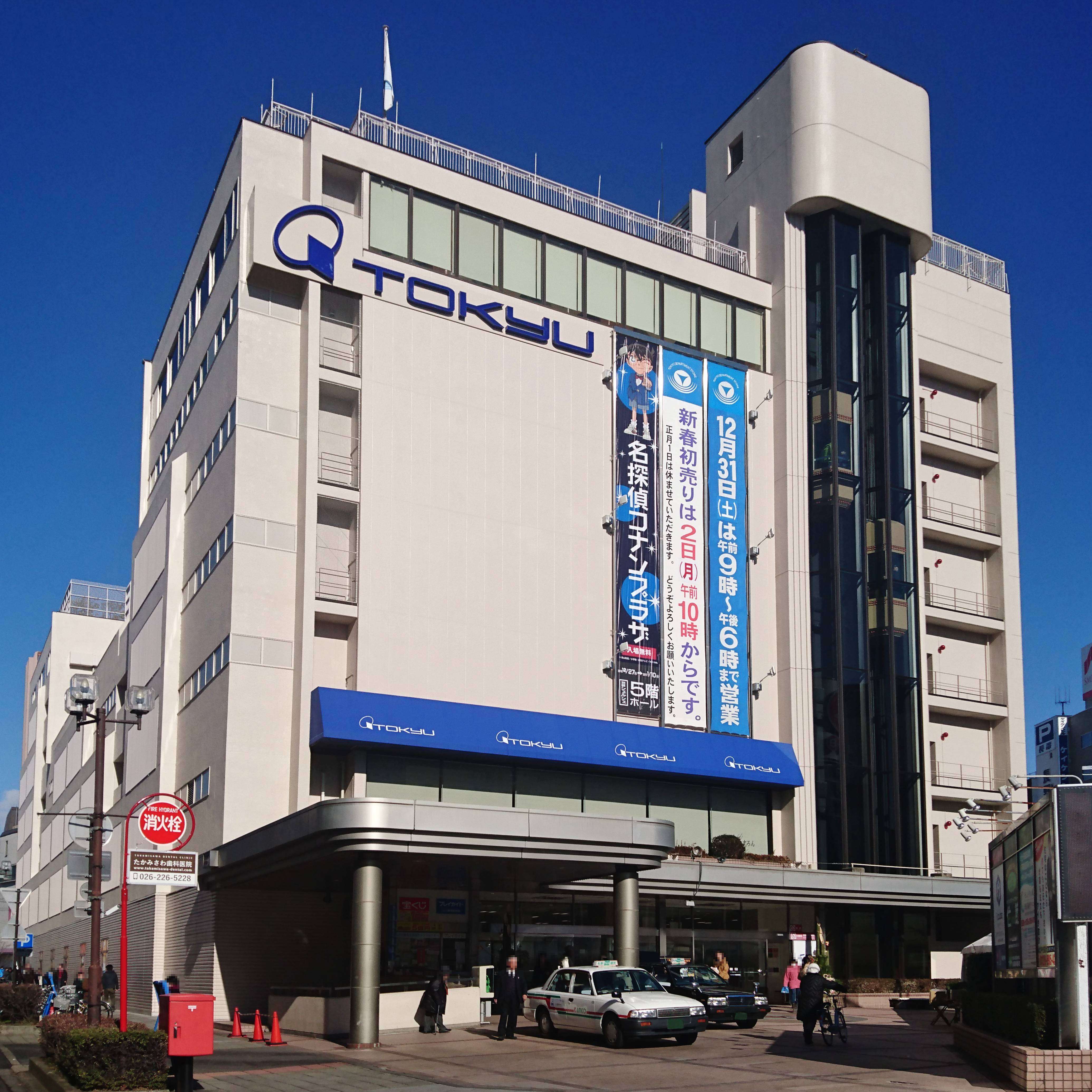
ながの東急百貨店
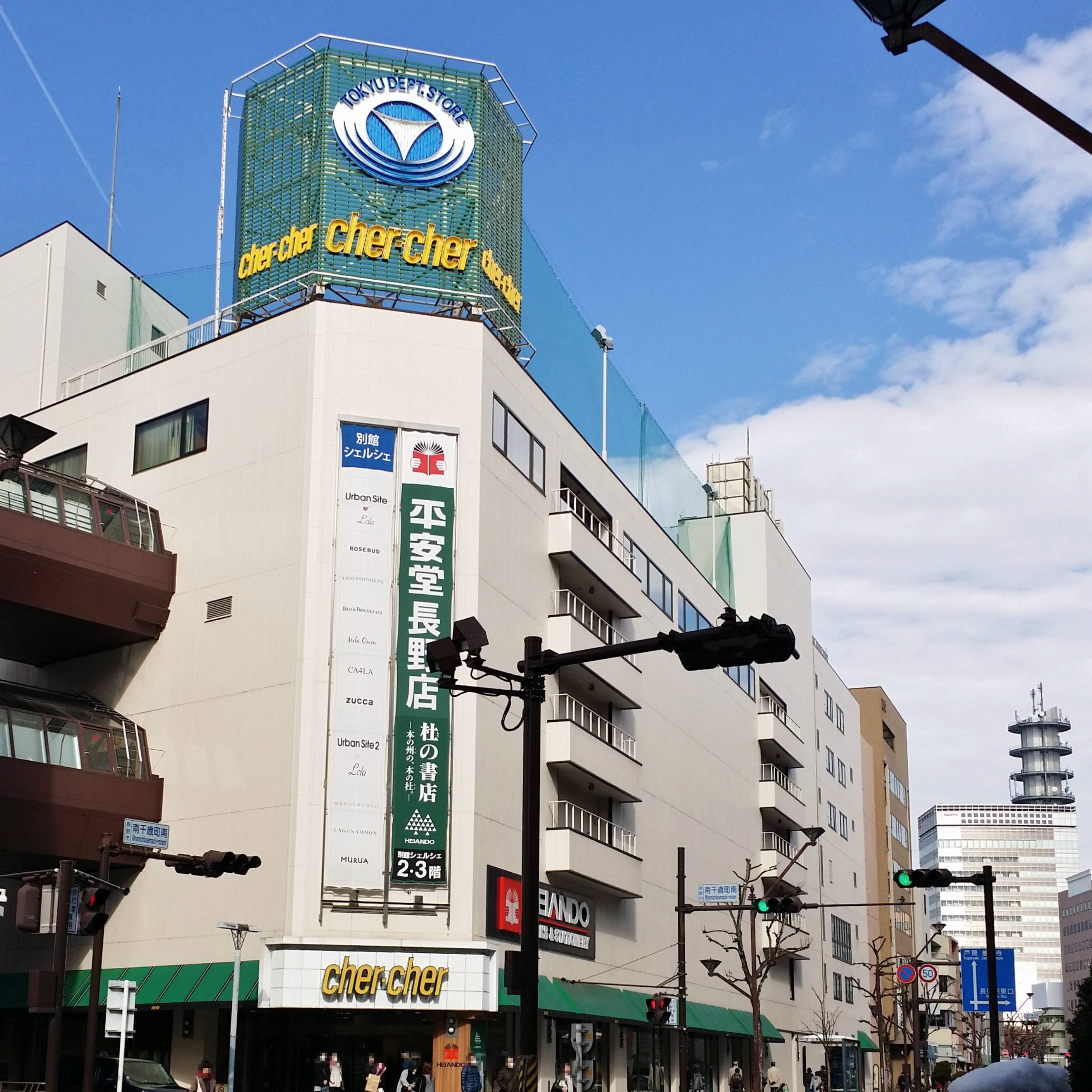
ながの東急百貨店 シェルシェ
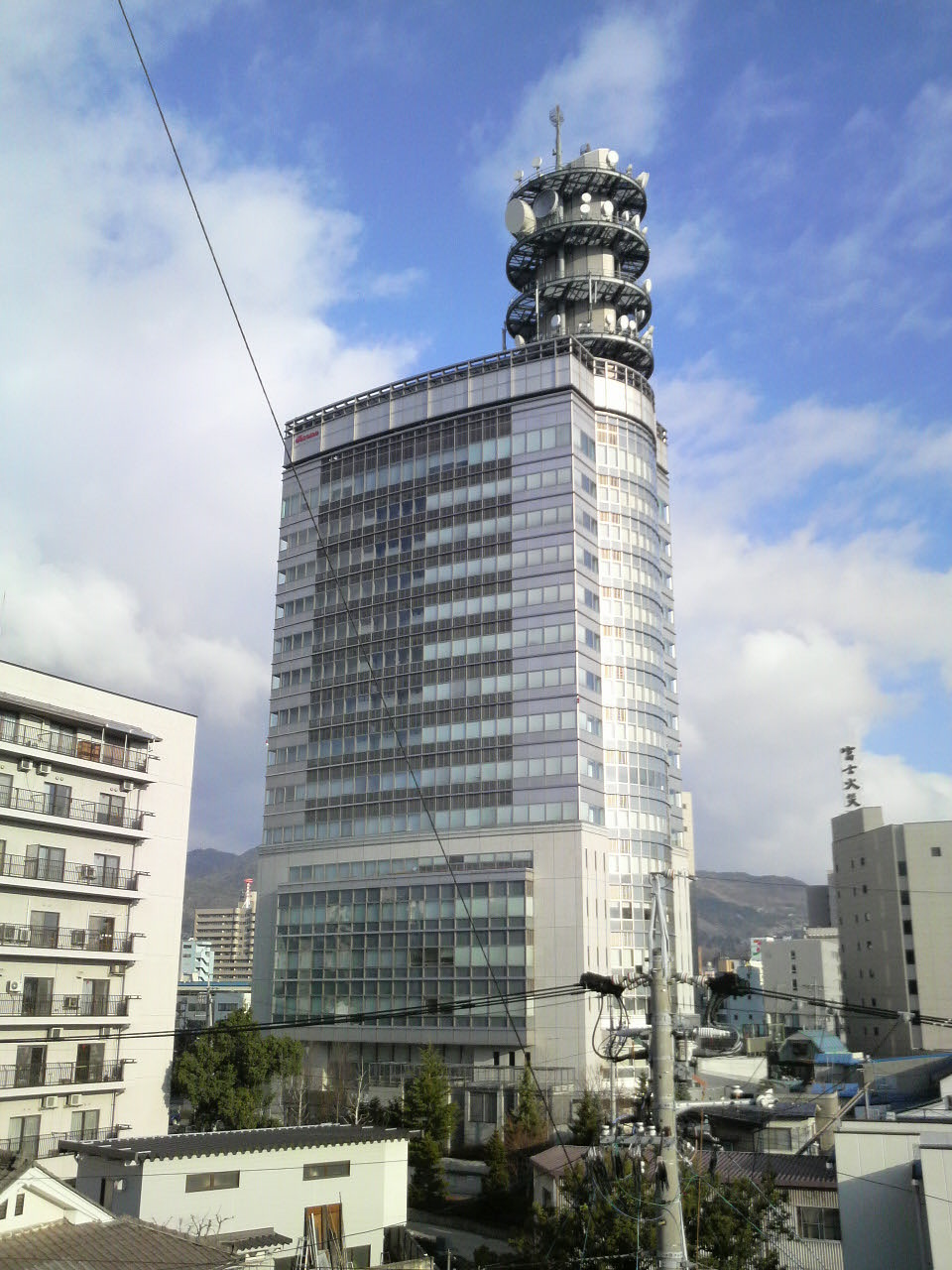
NTTドコモ長野ビル
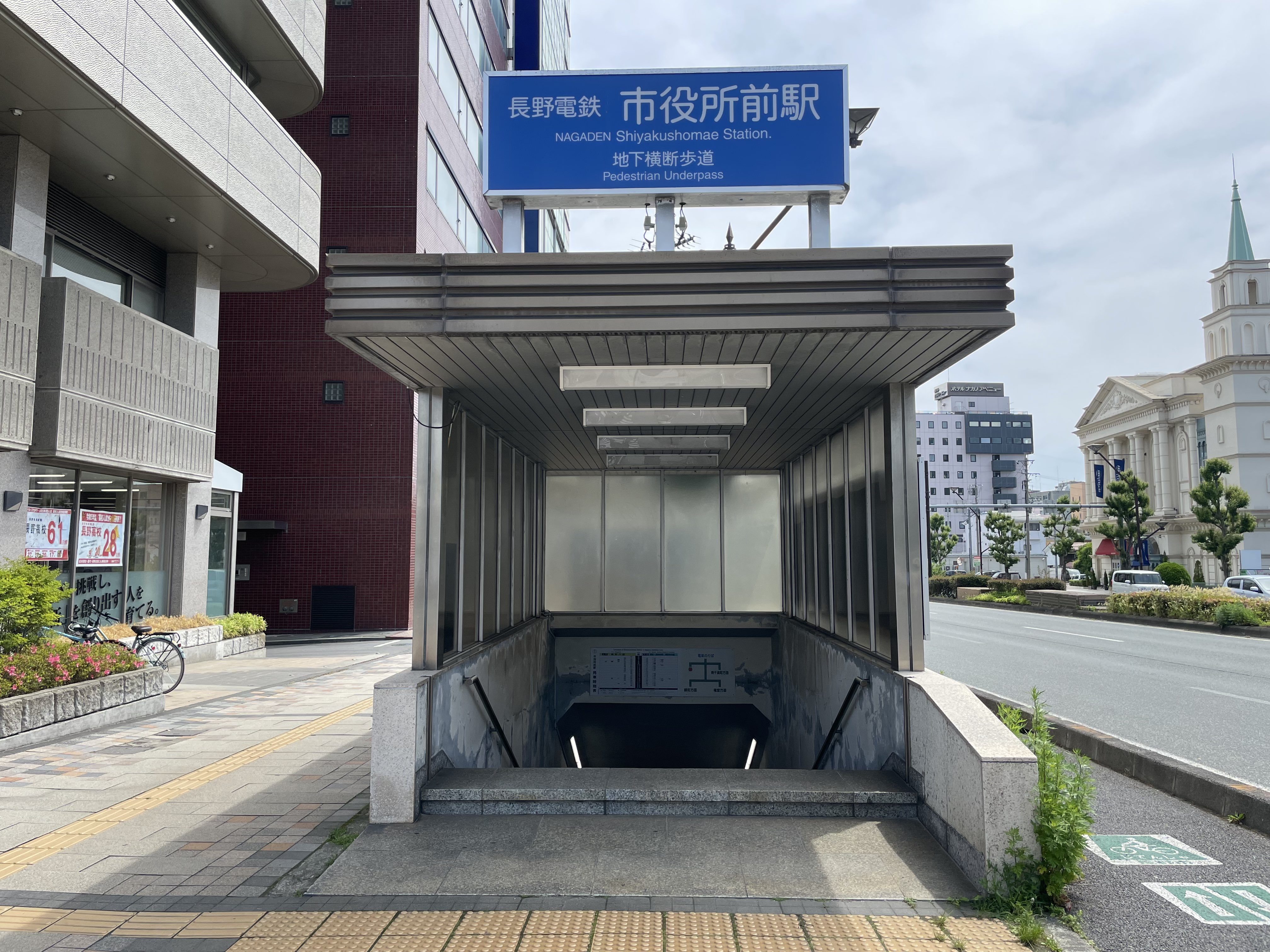
市役所前駅
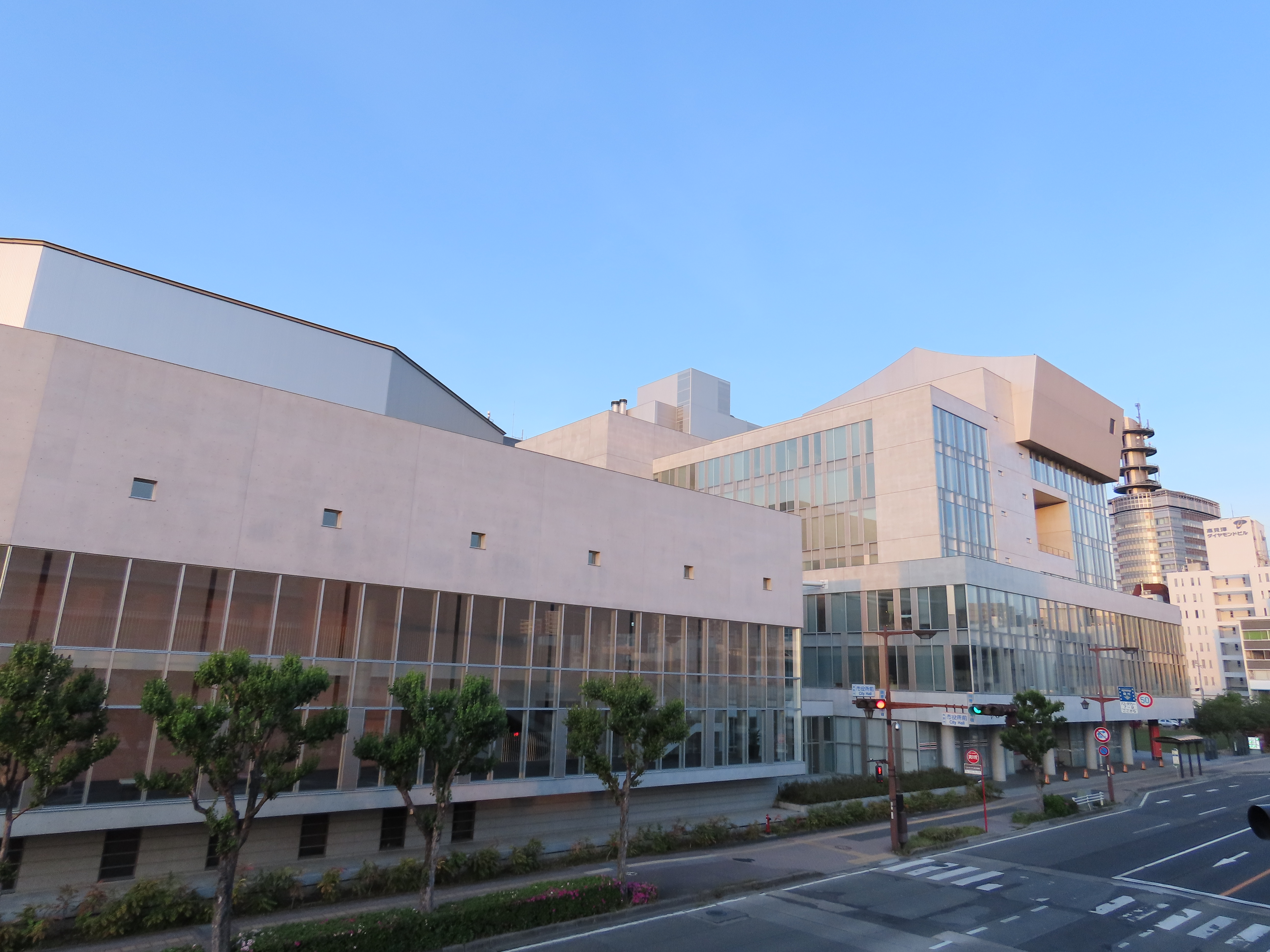
長野市役所・長野市芸術館
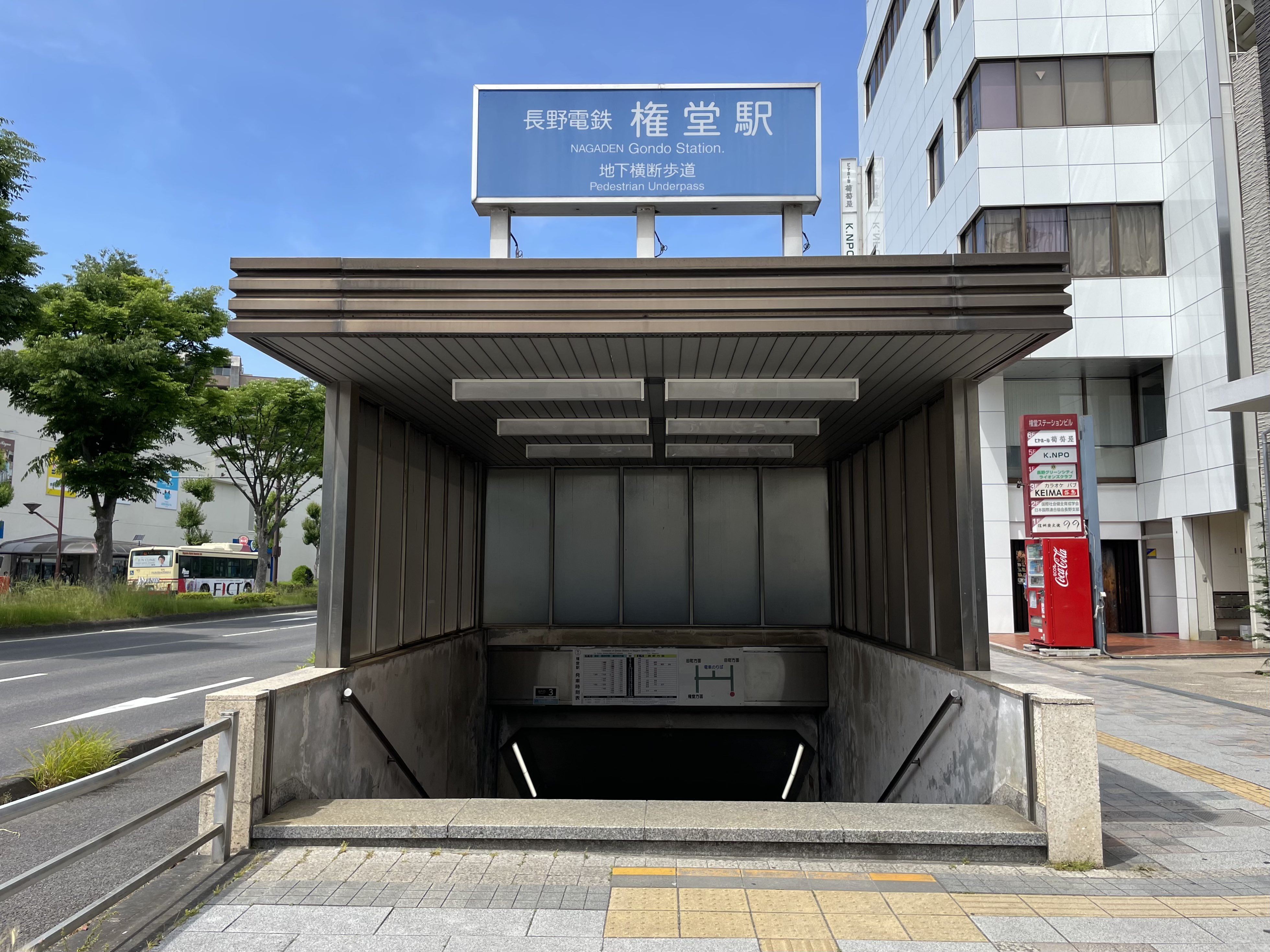
権堂駅
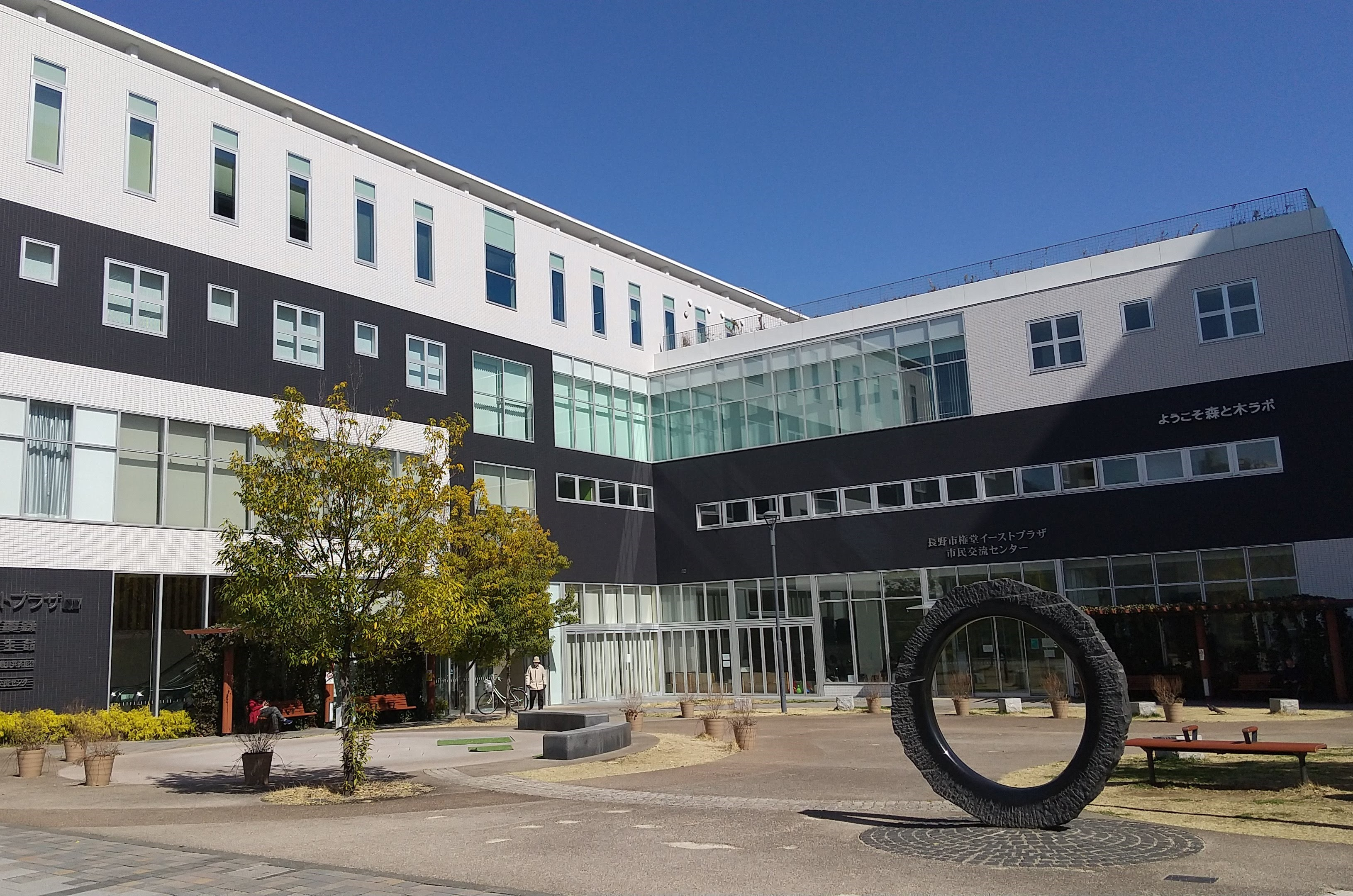
権堂イーストプラザ
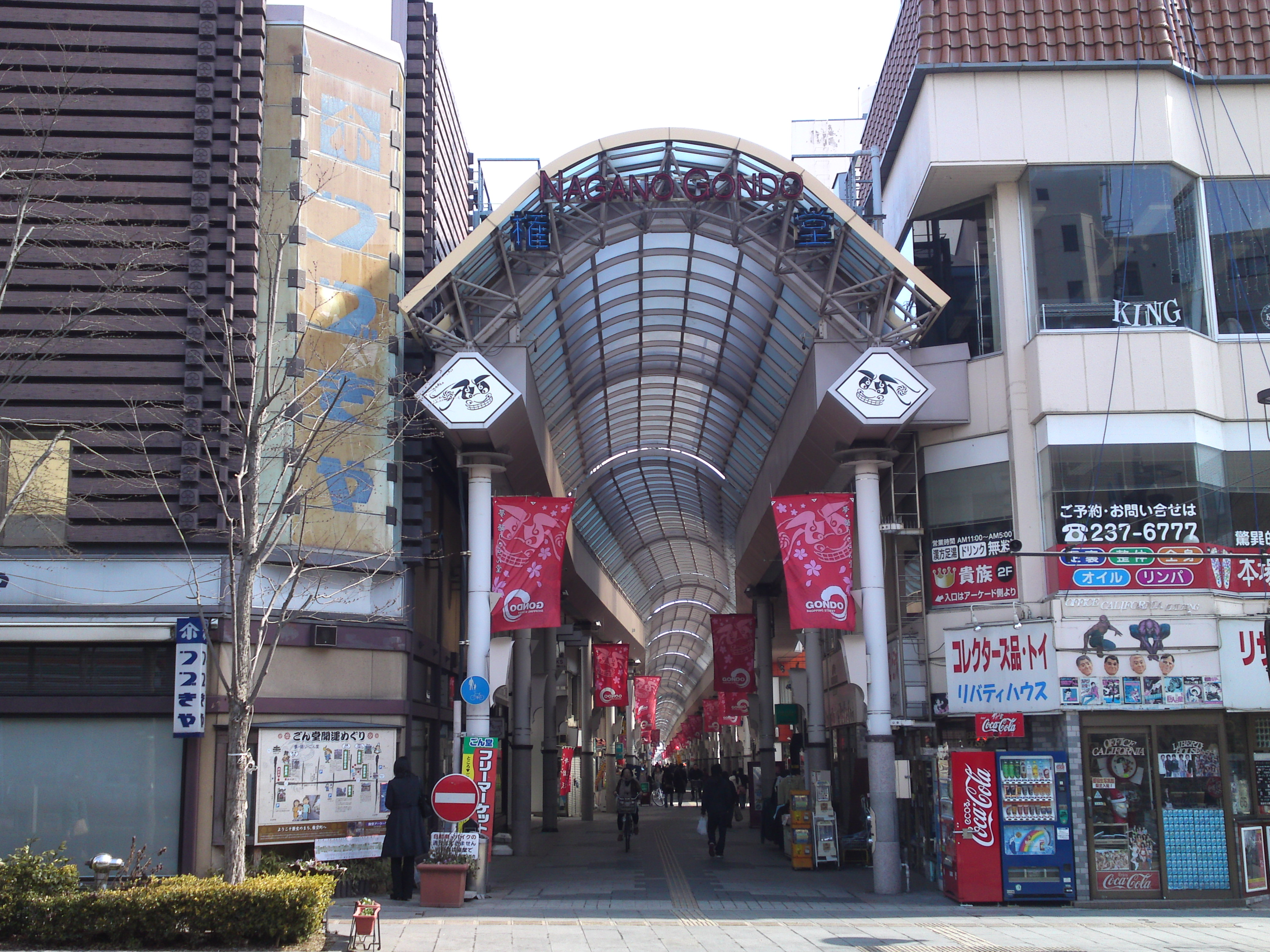
権堂アーケード通り
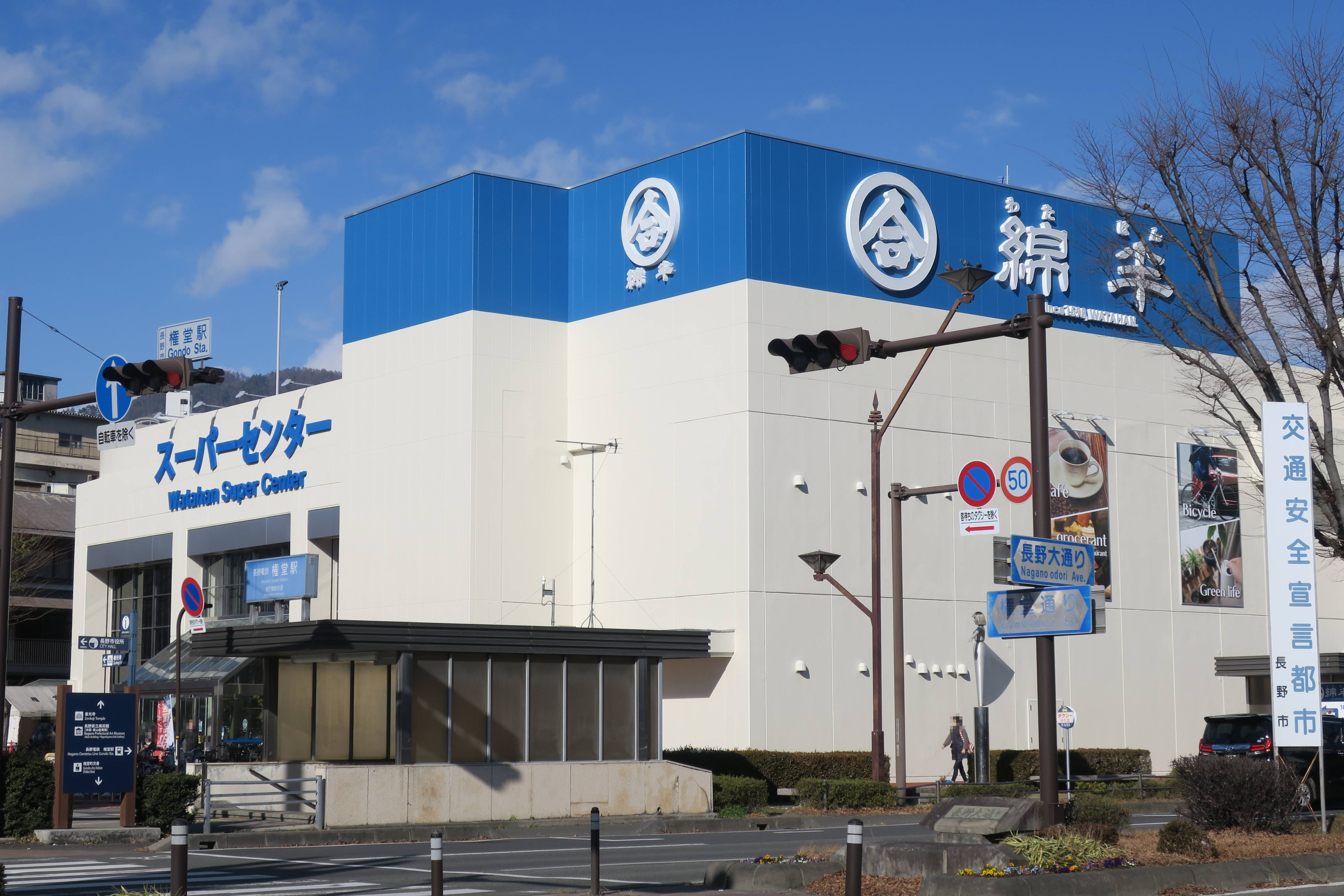
綿半スーパーセンター権堂店
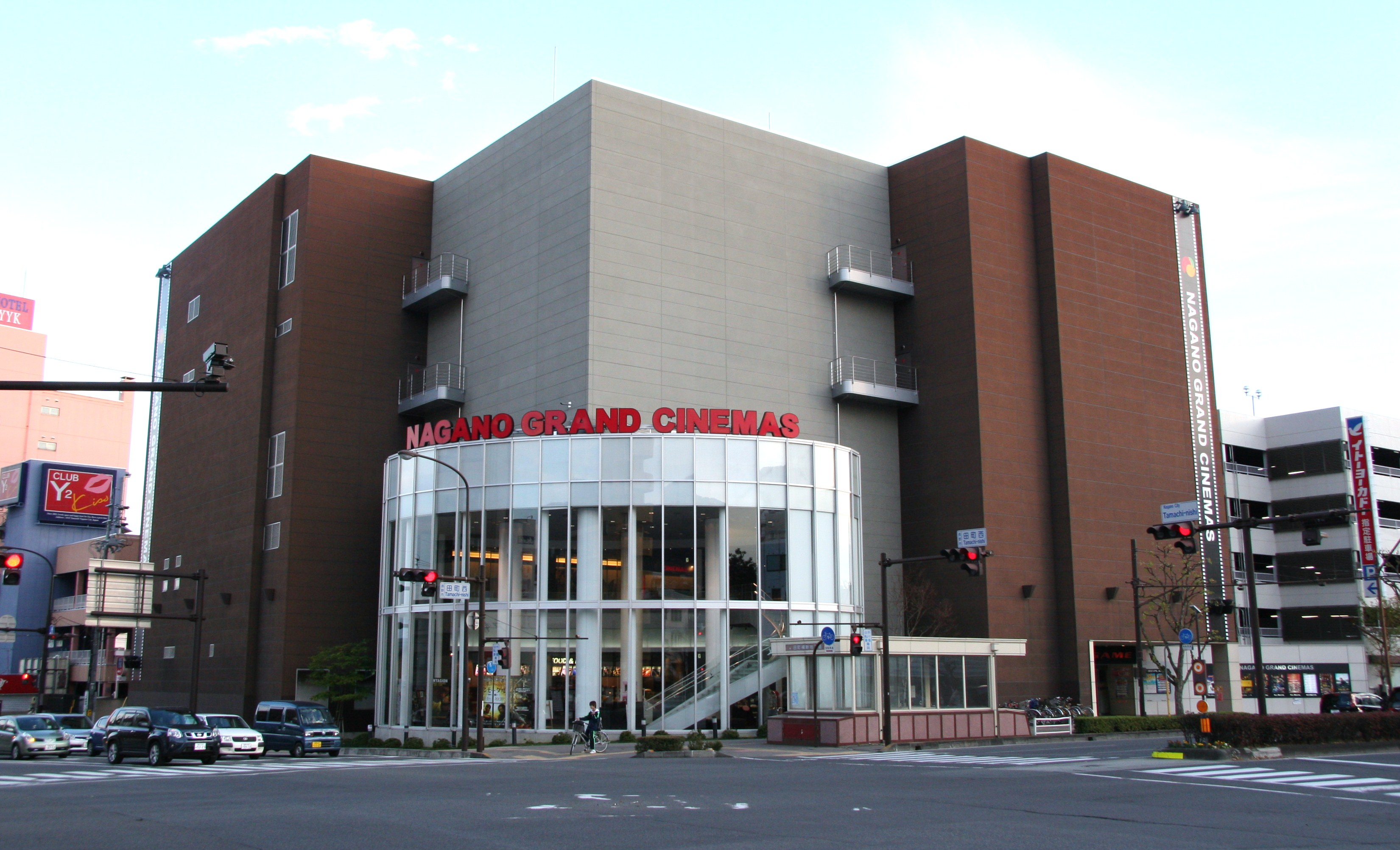
長野グランドシネマズ
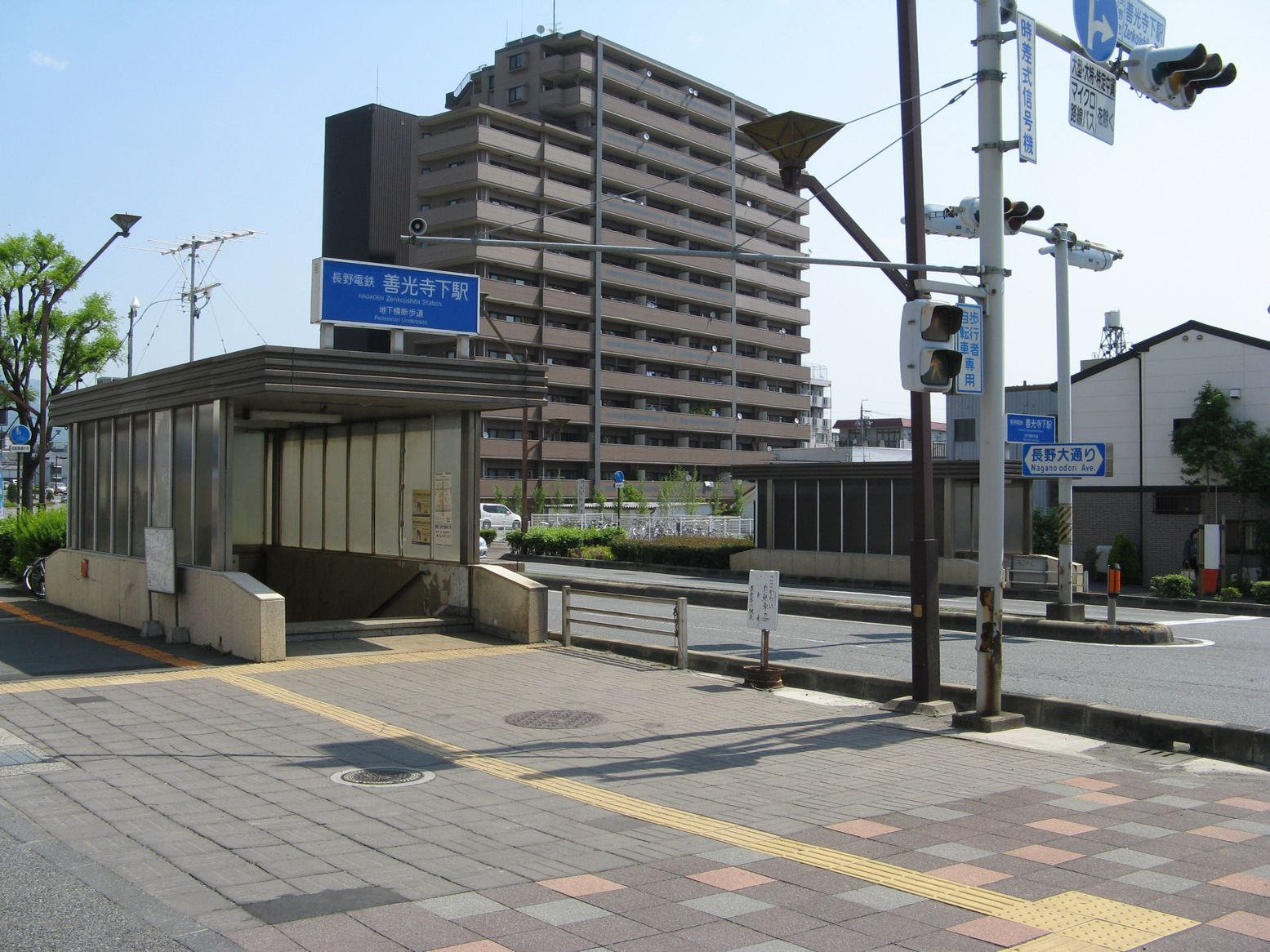
善光寺下駅
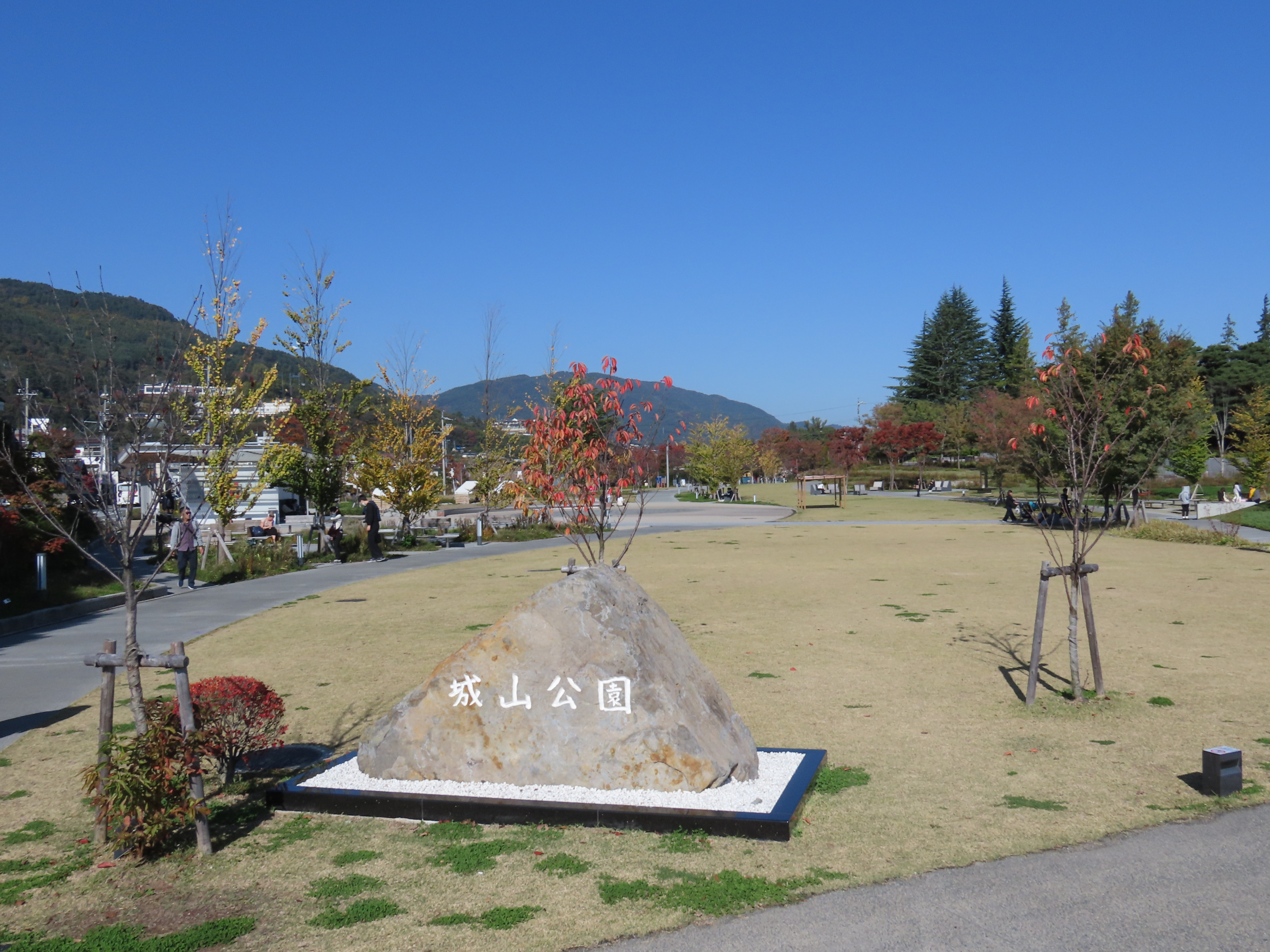
城山公園
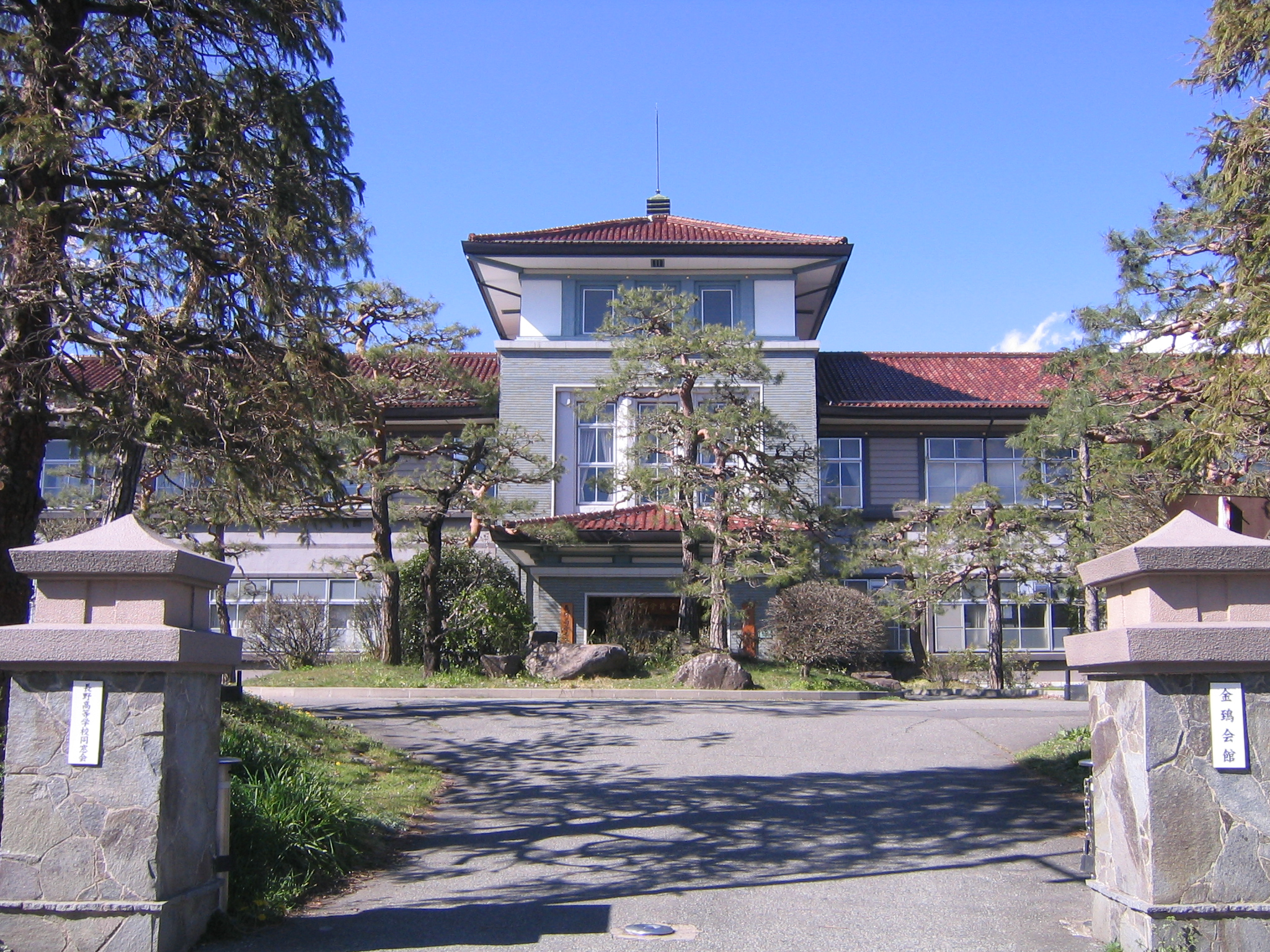
長野高等学校（金鵄会館）